# Andrzej Garbuliński

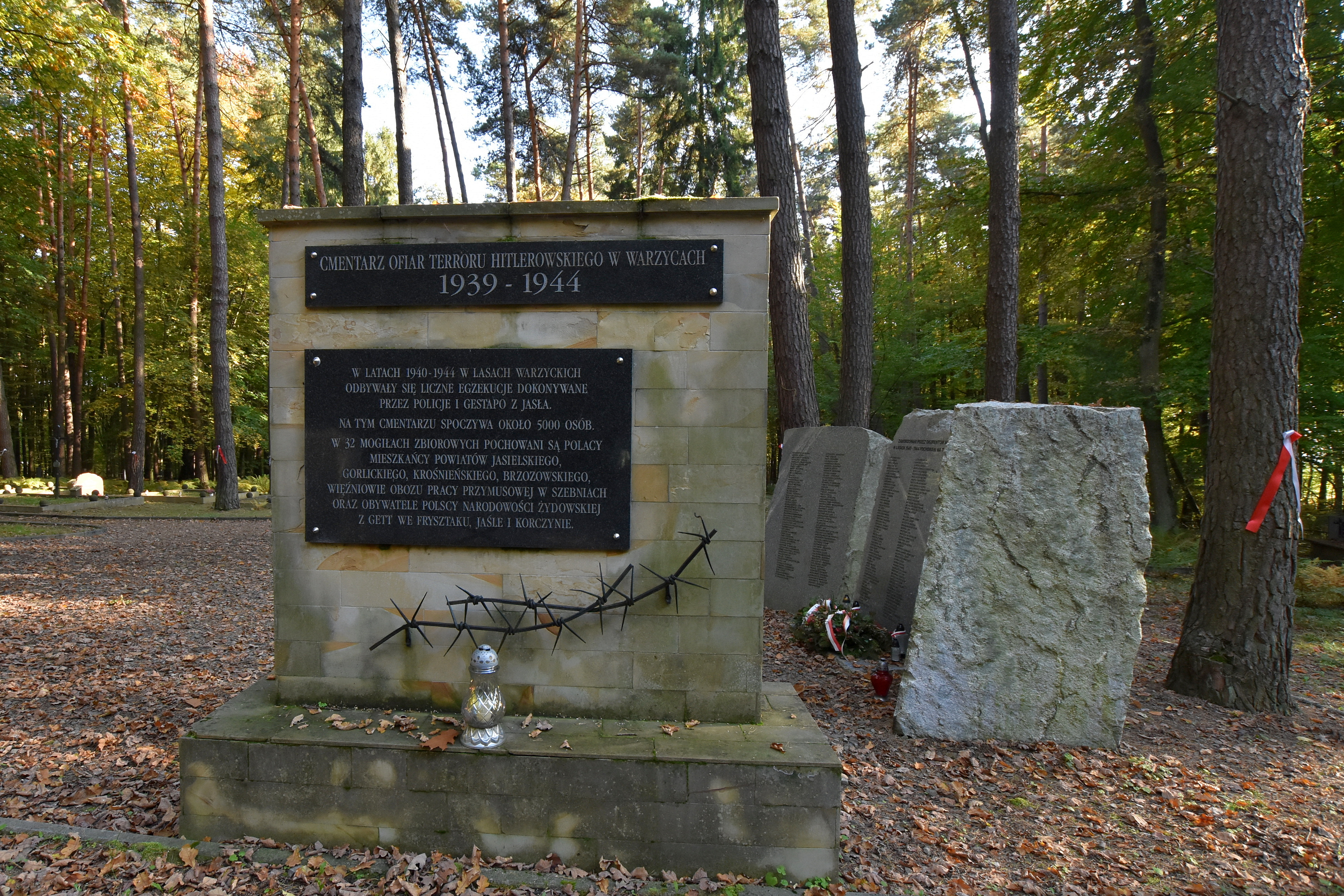
Andrzej Garbuliński i Stanisław Owca zostali rozstrzelani na cmentarzu w Warzycach; pomnik ofiar zbrodni niemieckich w Warzycach

Andrzej Garbuliński (ur. ok. 1884, zm. 1943) – polski rolnik, zamordowany z synem Władysławem i sąsiadem Stanisławem Owcą za pomoc okazaną Żydom podczas podczas II wojny światowej i okupacji niemieckiej w Polsce. Sprawiedliwy wśród Narodów Świata.
Andrzej Garbuliński urodził się ok. 1884 roku. Jego pierwszą żoną była Zofia z domu Machowska, która zmarła przed II wojną światową. W 1938 r. Andrzej Garbuliński ożenił się ponownie, z Kazimierą z domu Malinowską.
Miał ośmioro dzieci. Najstarszy syn, Władysław urodził się w 1922 r. W 1926 r. urodziła się Eleonora, Marian w 1927 roku, Helena w 1931 roku, Kunegunda w 1934 roku, Stanisław w 1936 roku. Natomiast z Kazimierą miał dwóch synów: Kazimierza, który urodził się w 1940 roku, i Jana urodzonego w 1942 roku.
W czasie II wojny światowej i okupacji niemieckiej Andrzej Garbuliński z żoną Kazimierą i rodziną mieszkał w Czermnej, w powiecie jasielskim, gdzie prowadził gospodarstwo rolne.
Rodzina Garbulińskich od końca 1940 roku ukrywała w swoim gospodarstwie trzy osoby narodowości żydowskiej z Czermnej, znane jej z okresu przedwojennego: Sarę Elfenbein z córką Heneli i synem Majorem. Przynoszono Żydom żywność a syn Marian dostarczał im ponadto książki i gazety. Żydowska rodzina często opuszczała kryjówkę, udając się do okolicznych miejscowości, a także przebywała czasowo na terenie sąsiedniego gospodarstwa należącego do Stanisława Owcy. Żydzi ukrywali się u Garbulińskich około 3 lat.
4 kwietnia 1944 roku do gospodarstwa Garbulińskich przyjechało Gestapo stacjonujące w Jaśle i policja. Z oświadczeń mieszkańców wsi Szerzyny wynika, że u rolnika Feliksa Filusa w pobliskich Święcanach ukrywał się dwunastoletni żydowski chłopiec, który został aresztowany przez Niemców. Młody Żyd podczas przesłuchania miał wydać Niemcom, że Garbulińscy i Owca ukrywają u siebie Żydów, stąd w niedługim czasie w Czermnej zjawili się żołnierze.
Niemcy zastrzelili ukrywających się Żydów na miejscu. Andrzej i Władysław Garbulińscy oraz Stanisław Owca zostali zabrani do aresztu w Jaśle. Władysław Garbuliński został przewieziony do niemieckiego więzienia na Montelupich w Krakowie, gdzie zaginęły o nim wieści.
Andrzeja Garbulińskiego i Stanisława Owcę Niemcy rozstrzelali na cmentarzu w Warzycach.
Syn Andrzeja, Marian Garbuliński, po śmierci ojca i brata Władysława, zajmował się gospodarstwem i opieką nad rodzeństwem.
W 1997 r. Andrzej Garbuliński i jego synowie Władysław i Marian oraz Stanisław Owca zostali uhonorowani tytułem Sprawiedliwy wśród Narodów Świata.